# Szalánta
Szalánta là một thị trấn thuộc hạt Baranya, Hungary. Thị trấn này có diện tích 17,08 km², dân số năm 2010 là 1228 người, mật độ 72 người/km².